# Société militaire
La Société militaire est une association à Berlin de 1801 à 1805 et de 1842 à 1919, qui se considère comme un forum de discussion pour les officiers prussiens de divers grades et branches de service et traite de la guerre de l'époque.

## Organisme

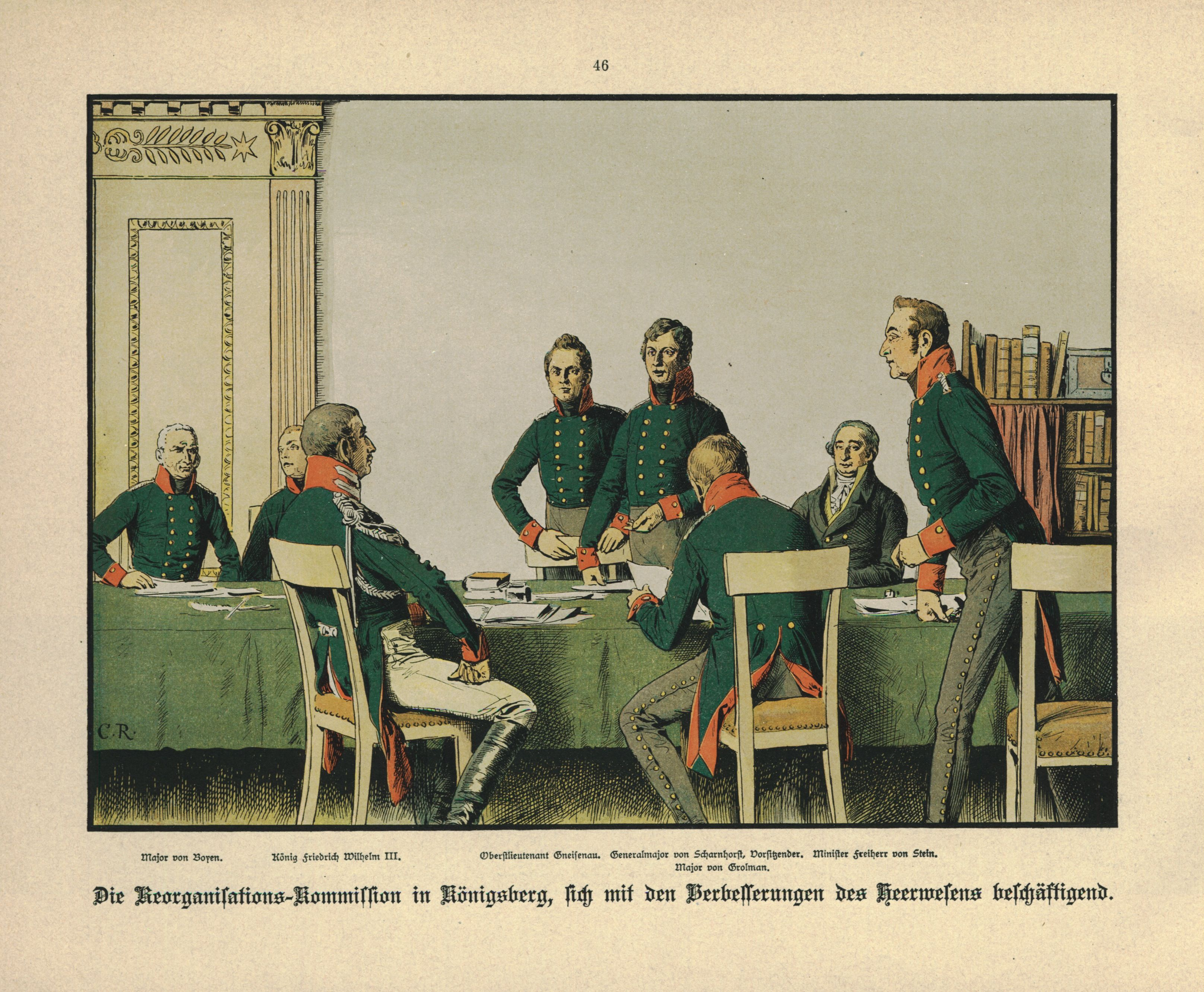
Réunion de la Commission de réorganisation en 1807 (peinture de Carl Röchling)

L'association est créée le 2 juillet 1801 à Berlin, entre autres par Gerhard von Scharnhorst. Ses statuts sont adoptés le 24 janvier 1802. Scharnhorst, qui dirige également l'École de guerre de Berlin, est lui-même directeur de la société et organise les rencontres individuelles. Il aurait déjà prévu la fondation d'un tel forum en 1792, en s'inspirant vers l'association « Patrotische Gesellschaft von Kriegskunst-Verehrern » à Wesel. Le président est le lieutenant général Ernst von Rüchel, qui doit confirmer les statuts. Le choix de Rüchel n'est pas fortuit. Il s'est déjà fait remarquer à cette époque en tant que responsable des réformes de l'enseignement militaire et a ensuite été nommé inspecteur de tous les établissements d'enseignement militaire. Parallèlement, Rüchel est considéré comme le gardien du Graal de la tradition frédéricienne. En sa qualité de président, il couvre l'association contre les soupçons de promouvoir, sous couvert de débats militaires, des bouleversements sur le modèle de la Révolution française. La direction de l'association est ainsi entre les mains des principaux organisateurs de l'enseignement militaire.
En été 1801, seuls sept militaires et deux civils se sont réunis pour la fondation. Au début de l'année 1803, environ 120 officiers font déjà partie de la Société militaire, mais un an plus tard, leur nombre est déjà passé à 188. Il faut même créer une société secondaire à Potsdam sous la direction de Christian von Massenbach afin d'absorber le nombre croissant de membres. Pour devenir membre, il faut envoyer un traité militaire qui est ensuite discuté lors d'une réunion. Les civils peuvent également adhérer à l'association, à condition d'exercer une activité liée à l'armée. Les princes, les commandants de régiment et les adjudants généraux ne sont toutefois pas tenus d'envoyer un tel certificat de mérite. L'objectif est de les faire adhérer à la société et d'élargir la base sociale de l'association. De plus, les membres doivent s'acquitter d'une cotisation élevée.
Les crises de l'année 1805 et la menace de guerre contre la France mettent cependant fin aux activités de la Société militaire. Sa dernière réunion a lieu le 24 avril 1805.
En décembre 1841, le major général de l'époque, le prince Radziwill, publie un mémorandum dans lequel il développe l'idée de base de la reconstitution d'une société militaire. Il y invite les généraux et les commandants de régiment de Berlin à participer à une conférence qui a lieu le 14 janvier 1842. À cette date, 42 militaires se présentent et chargent le prince, le lieutenant-général Friedrich Erhard von Röder, le lieutenant général Heinrich von Diest, le général de division Karl Friedrich von Selasinsky (de) et le major von Studnitz de rédiger les statuts de l'association. Ceux-ci sont publiés le 24 mars 1842 après plusieurs délibérations et confirmés ultérieurement par le roi Frédéric-Guillaume IV par ordre du cabinet du 30 avril 1842. Dès le 11 avril 1842, le roi a déclaré vouloir assumer le protectorat.
La première réunion, devant 158 membres a lieu le 31 octobre 1842 sous la direction du premier président, le ministre de la guerre Hermann von Boyen. Jusqu'à son départ en 1847, il dirige l'association, qui tient ses réunions à la Maison anglaise du 49 Mohrenstraße (de) à Berlin.
Entre 1869 et 1899, il existe aussi une société du même nom dans le royaume de Bavière, qui vise également à former un corps des officiers. Les conférences qui y sont données sont également publiées.
Depuis plusieurs années, il existe une société politico-militaire (PMG) à Berlin, qui se considère comme le successeur de la société militaire de Scharnhorst.

## Objectif
Bien que ce soient surtout des officiers jeunes et ouverts qui s'intéressent à l'association, il ne faut pas oublier de mentionner que de nombreux soldats conservateurs et réactionnaires en font également partie. Ce n'est pas une mauvaise chose en soi, car on espère ainsi concilier l'ancien et le nouveau. Malgré cela, les débats entre conservateurs et réformateurs sont souvent houleux. L'objectif de la Société militaire consiste en premier lieu à former le corps des officiers par l'échange et l'évaluation des expériences de guerre. Un autre objectif est de discuter de la littérature militaire récente afin de tenir les officiers au courant de l'état actuel de l'art de la guerre. L'une des activités principales est donc l'étude de l'art de la guerre - en particulier en ce qui concerne les bouleversements des guerres révolutionnaires. Les études et les discussions menées lors des séances préparent le terrain pour une pensée progressiste et pour les réformes militaires des années 1807 à 1815 (de nombreux membres de la société font ensuite partie des réformateurs autour de Scharnhorst). Surtout, la société constitue un élément important de la sphère publique bourgeoise, puisque les non-nobles y ont également accès.

## Publications de la société
Les contributions écrites des membres, lorsqu'elles sont approuvées par le président, sont publiées dans les Denkwürdigkeiten der Militärischen Gesellschaft in Berlin (5 volumes). La revue paraît entre 1802 et 1805 et sert aussi et surtout à Scharnhorst de plateforme pour ses idées de réforme. De plus, des concours sont régulièrement organisés, auxquels les participants soumettent des écrits anonymes récompensés. Ces écrits sont par nature particulièrement critiques et font l'objet de controverses. Cette revue est exclusivement destinée aux membres de la Société militaire. Le champ d'action des écrits qui y paraissent est donc très limité, ce qui ne correspond pas à l'ambition de Scharnhorst de former scientifiquement le corps des officiers prussiens. C'est pourquoi il est prévu de publier un mensuel public pour lequel les membres de l'armée bénéficieraient d'un prix plus avantageux. Le général Rüchel s'oppose d'abord à ce projet, craignant que des secrets ne soient révélés. Lorsqu'il cède, il est décidé que Scharnhorst prendrait la direction de la revue, mais que celle-ci serait soumise au contrôle de l'état-major général. En outre, les travaux plus importants doivent être publiés exclusivement dans les Denkwürdigkeiten. La fin de la Société militaire en 1805 empêche la parution de ce mensuel. Elle aurait sinon été la première revue militaire spécialisée de l'État. Une telle revue ne paraît cependant qu'à partir de 1816 avec le Militär-Wochenblatt.

## Membres connus
- Friedrich Wilhelm Karl von Aderkas (de) (1767–1843)
- Karl Heinrich von Borstell (1773–1844)
- Christian Wilhelm von Chlebowsky (de) (1755-1807)
- Carl von Clausewitz (1780-1831)
- Leopold Wilhelm von Dobschütz (de) (1763–1836)
- Richard von Funck (1841-1906), président de 1898 à 1906
- August Neidhardt von Gneisenau (1760–1831)
- Friedrich Wilhelm von Götzen le Jeune (1767-1820)
- Julius von Grawert (1746–1821)
- Karl Wilhelm George von Grolman (1777–1843)
- Karl Georg Albrecht Ernst von Hake (1769–1835), adjudant de l'inspection de Berlin
- Wilhelm Ludwig Viktor Henckel von Donnersmarck (de) (1775–1849)
- Otto Christian Friedrich Kuhfahl (de) (1768–1837), secrétaire de la société militaire
- Karl Ludwig von Lecoq (1754-1829)
- Anton Wilhelm von L'Estocq (1738–1815)
- Charles de Mecklembourg-Strelitz (1785–1837)
- Heinrich Menu von Minutoli (1772–1846), capitaine
- Karl von Muffling (1775–1851)
- Friedrich Magnus von Nothardt (de) (1766–1804), capitaine
- Karl Ludwig von Phull (1757-1826)
- Auguste de Prusse (1779-1843)
- Gustav von Rauch (1774-1841)
- Georg Ludwig von Rheinbaben, major
- Friedrich Erhard von Röder (1768–1834)
- Ernst Philipp von Rüchel (1754–1823), lieutenant général, président
- Otto August Rühle von Lilienstern (1780–1847)
- Charles-Auguste de Saxe-Weimar-Eisenach (1757-1828)
- Friedrich von Schoeler (de) (1772–1840), directeur
- Moritz von Schoeler (de), (1771-1855)
- Heinrich Friedrich Karl vom Stein (1757–1831)
- Karl Friedrich Franciscus von Steinmetz, (1768–1837)
- Karl August Varnhagen von Ense (1785–1858)